# Голланд (Нью-Йорк)
Голланд (англ. Holland) — місто (англ. town) в США, в окрузі Ері штату Нью-Йорк. Населення — 3281 особа (2020).

## Демографія
Згідно з переписом 2010 року, у місті мешкала 3401 особа в 1369 домогосподарствах у складі 965 родин. Було 1495 помешкань
Расовий склад населення:
| - 97,9 % — білих - 0,5 % — чорних або афроамериканців - 0,4 % — корінних американців - 0,2 % — азіатів |

До двох чи більше рас належало 0,9 %. Частка іспаномовних становила 1,1 % від усіх жителів.
За віковим діапазоном населення розподілялося таким чином: 22,2 % — особи молодші 18 років, 65,3 % — особи у віці 18—64 років, 12,5 % — особи у віці 65 років та старші. Медіана віку мешканця становила 42,8 року. На 100 осіб жіночої статі у місті припадало 101,6 чоловіків;  на 100 жінок у віці від 18 років та старших — 99,7 чоловіків також старших 18 років.
Середній дохід на одне домашнє господарство  становив 72 596 доларів США (медіана — 59 271), а середній дохід на одну сім'ю — 94 561 долар (медіана — 76 750). Медіана доходів становила 45 600 доларів для чоловіків та 40 353 долари для жінок. За межею бідності перебувало 8,7 % осіб, у тому числі 6,0 % дітей у віці до 18 років та 6,0 % осіб у віці 65 років та старших.
Цивільне працевлаштоване населення становило 1847 осіб. Основні галузі зайнятості: виробництво — 18,2 %, роздрібна торгівля — 18,0 %, освіта, охорона здоров'я та соціальна допомога — 16,4 %.